# Camaieu-Schnitt
Der Camaieudruck oder Camaieu-Schnitt ist eine Variante der Holzschnitt-Technik, bei der mehrere Platten zur Anwendung kommen. Ziel ist die Wiedergabe malerischer Wirkungen, wie sie die lavierte Pinselzeichnung erreicht, mit den Möglichkeiten des Holzschnittes. Dazu werden drei bis vier Platten verwendet, die in einem Farbton in unterschiedlichen Abstufungen eingefärbt sind (also beispielsweise hellbraun, braun, dunkelbraun). Mit der ersten Platte werden die Umrisse und die tiefen Schatten, mit der nächsten die weniger dunklen Töne, mit der dritten die Mitteltöne und der vierten die Grundfarbe auf das Papier gedruckt. Auf eine schwarzlinige Platte wird in der Regel verzichtet.